# Иудеохристианство

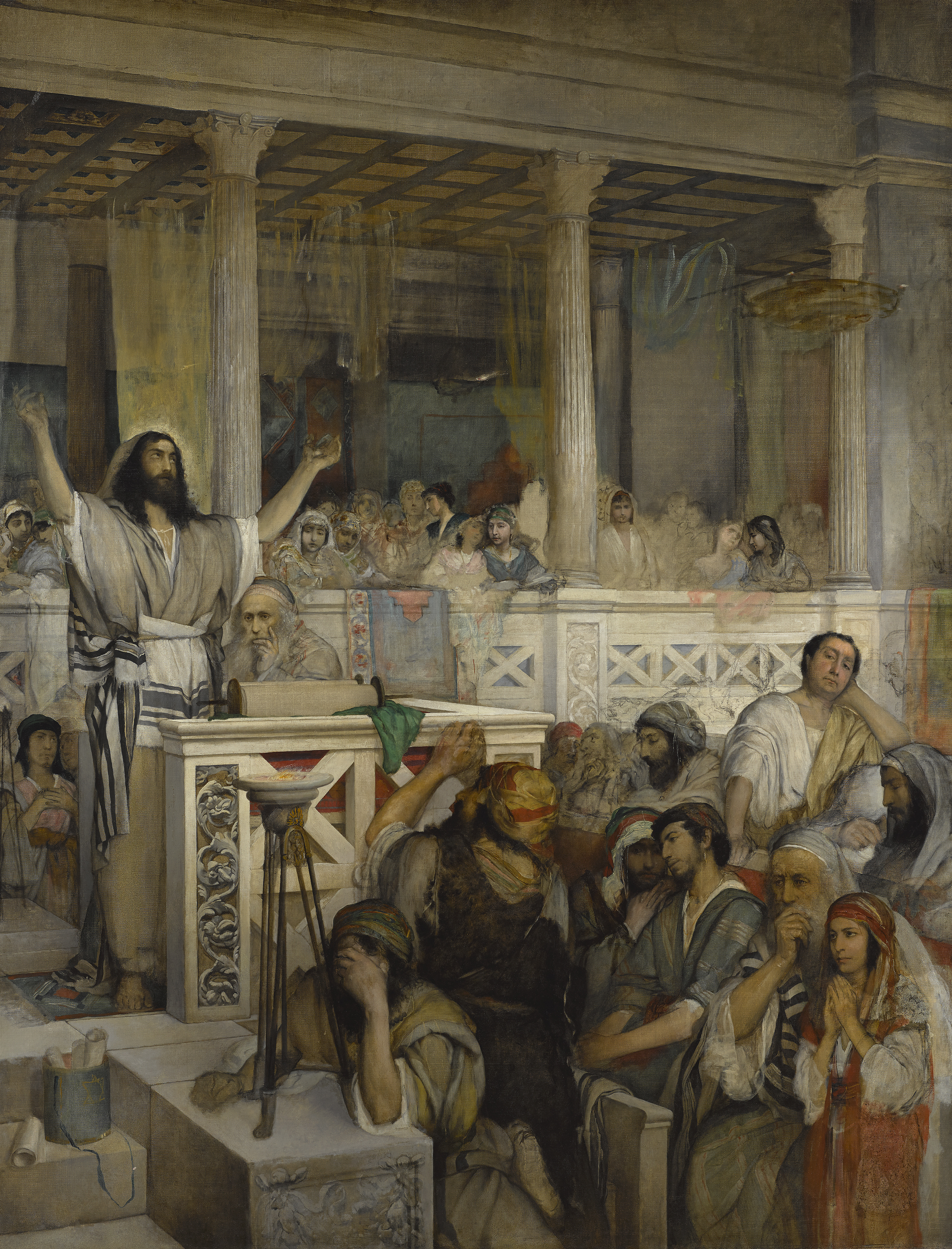
Мауриций Готтлиб. «Христос проповедует в Капернауме». 1878—1879, Национальный музей в Варшаве

Иудеохристиа́нство — принятое в науке общее именование ряда течений и богословских тенденций в раннем христианстве. Термин «иудеохристианство» (англ. Jewish Christianity; нем. Judenchristentum; фр. Judéo-Christianisme) появился у авторов XVIII века. Иудеохристиа́не (назареи) — ранние христиане из числа евреев, которые и после принятия нового учения продолжали соблюдение основных предписаний иудаизма. Появившись в качестве одного из мессианских движений в иудаизме, «еврейской секты», христианство, среди первых прозелитов имело евреев, считавших, что царство Мессии суждено только народу Израиля. Вначале всех иудеохристиан именовали назареи, названием, которое обычно связывается с городом Назарет, где, согласно традиции рос Иисус, однако вероятнее происхождение этого именования от ивритского назир.
Иудеохристианство — морально-этические принципы, сформировавшие современное мировоззрение западного мира. «Слово „иудеохристианство“, вошедшее в современный лексикон как стандартный либеральный термин, отражает идею, что западные ценности основаны на религиозном консенсусе, включающем евреев».
Александр Мень об «иудеохристианстве»:

«Боюсь, что сегодня иудеохристианства не существует — это миф. Есть христианство евреев, так же как есть христианство русских, англичан или японцев. Иудеохристианство — термин, подразумевающий некий синтез между ветхозаветными обычаями и новозаветной верой. Пока этот синтез не существует нигде. Впрочем, должен сказать, забегая вперёд, он существовал: была особая иудеохристианская Церковь, существовавшая около пяти столетий в начале нашей эры».— Священник Александр Мень. Что такое иудеохристианство?